# Germans Lumière
Auguste Lumière (Besançon, 19 d'octubre de 1862 - Lió, 10 d'abril de 1956) i Louis Lumière (Besançon, 5 d'octubre de 1864 - Bandòu, 6 de juny de 1948), més coneguts com els germans Lumière, van ser uns físics, inventors i treballadors industrials francesos. Reconeguts per la invenció del cinematògraf, el qual va ser fruit de la combinació de diferents invents anteriors (càmera fotogràfica, fusell fotogràfic, pel·lícula de 35 mm, llanterna màgica, etc.). Aquesta aportació va permetre avançar en el camp de les pel·lícules, sobretot relacionades amb el cinema, així com en el de la imatge, fins a arribar a la indústria que avui tots coneixem. També van fer notables aportacions en el camp de la fotografia amb innovacions com el fotorama i l'autocrom.

## Biografia
Fills d'Antoine Lumière, fotògraf a la ciutat de Besançon, i Jeanne Joséphine Costille. La família es traslladà a Lió a causa de l'amenaça prussiana, on, el 1870, el pare s'associà amb el fotògraf lionès Fatalo. Els dos germans foren matriculats al liceu La Martinière, la gran escola tècnica de Lió, on Louis Lumière va cursar estudis de física mentre que August Lumière ho va fer en el camp de la química i la medicina. Paral·lelament als seus estudis, reberen classes de piano, escultura i pintura.
Després que el pare obrís un petit negoci familiar de plaques fotogràfiques a Lió i en augmentar les comandes, ambdós germans començaren a ajudar-lo, ja que sovint la gestió del pare amenaçava fer-lo desaparèixer. Louis com a físic i Auguste com a administrador estaven disposats a innovar per salvar el negoci. Louis va fer algunes millores en el procés de fotografies estàtiques. Al 1880, varen començar a fer les seves primeres investigacions i experimentacions per tal de perfeccionar el sistema de plaques fotogràfiques que s'estava emprant en aquell moment. Al 1881, Louis, a l'edat de 17 anys, inventà un nou procés anomenat placa seca, que va contribuir al desenvolupament de la pel·lícula. L'any 1882 patentà, finalment, l'Etiquete Bleue, la primera placa d'alta velocitat de la casa Lumière, amb la qual s'aconseguien fotografies amb una exposició d'una seixantena part de segon. Aquest fet feu que els Lumière s'independitzessin. El taller passà a ser una fàbrica, i s'instal·là al nou solar de la zona lionesa de Montplaisir.
A partir de l'any 1892, els germans varen començar a treballar en la possibilitat de fotografiar imatges en moviment. Després d'aconseguir diversos progressos notables, tan sols dos anys més tard ja produïen 15 milions de plaques a l'any. No va ser fins a l'any 1895 quan hi va haver el gran impacte del moment, amb la invenció del cinematògraf. Anys més tard, es va anar millorant l'aparell amb la incorporació d'un sistema de refrigeració.
A més del cinema, Louis Lumière fou el principal promotor i creador de posteriors invencions de la companyia Lumière, com el fotograma (1900), consistent a una gran sala de projecció de diapositives en format panoràmic embolcallant o, la més reeixida de totes, l'autocrom (1907), primer sistema popular de fotografia a color. També cal destacar l'estereoscòpia d'imatges en moviment, amb l'"arribada del tren" en relleu.
Per altra banda, el seu germà, Auguste, va fer important la seva contribució al camp de la medicina emprant per primera vegada els raigs X (1910) i estudiant diverses malalties, especialment el càncer.

## Cinematògraf

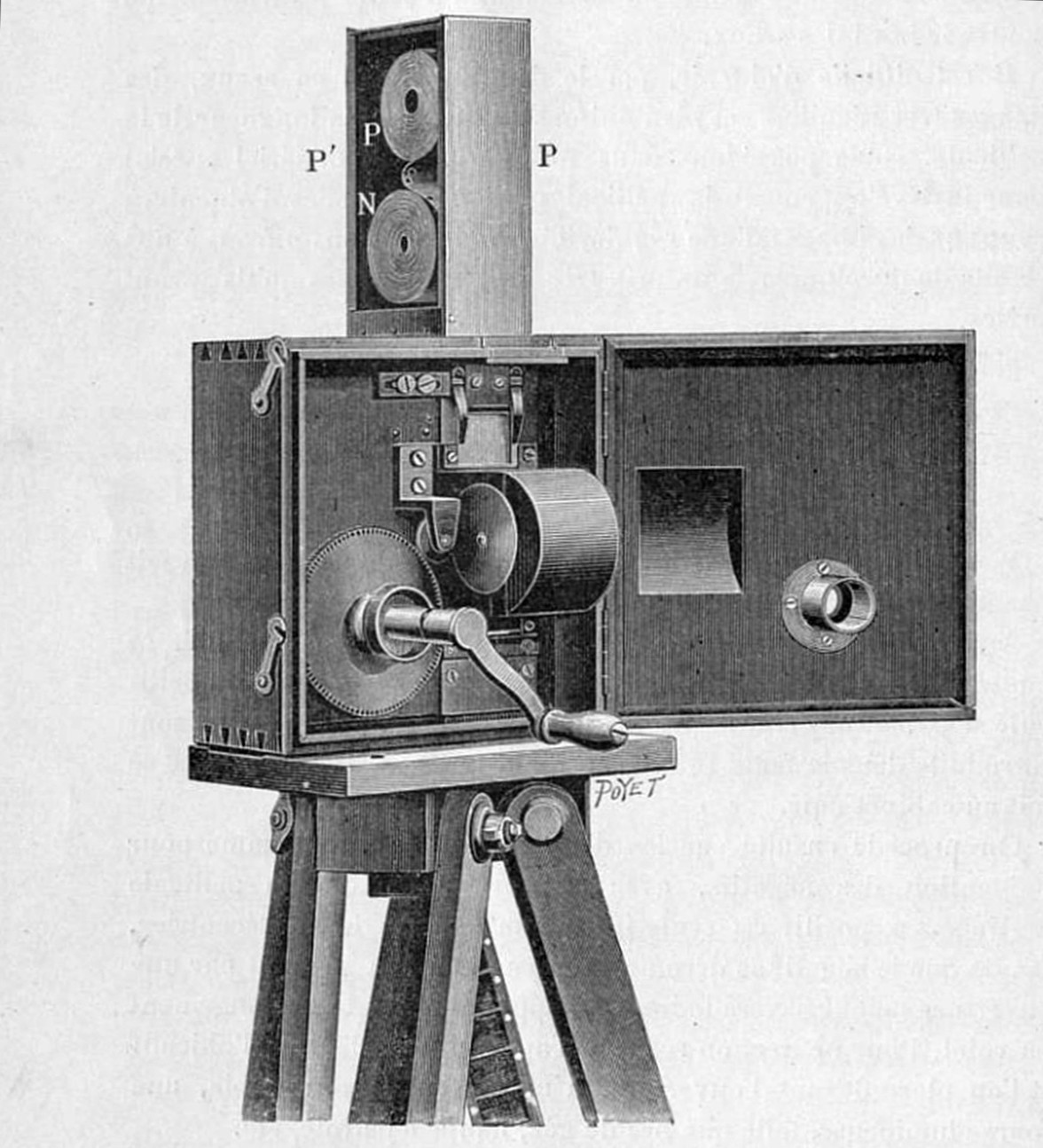
Cinematògraf

El mecanisme del cinematògraf està basat en l'ús d'una lleva excèntrica que converteix el moviment de rotació de la manovella en un moviment vertical cap endarrere i cap endavant, aplicat a un bastidor que aquest és guiat per dues ranures. Aquest bastidor suporta una vareta flexible unida en un extrem del bastidor i que té dos punts oposats que passen a través d'una paret ranurada i serveixen per fer pujar i baixar la pel·lícula que es troba al passadís de l'altre costat de la paret, a través dels seus perforacions.

### Invenció o intervenció
- El cinematògraf, domina quatre tècniques fonamentals. Es considera que Lumière no aporta res en cap d'aquestes tècniques, si més no de forma aïllada.
- La fotografia, concebuda per George Eastman, fundador de Kodak, l'any 1889. En aquest mateix any Thomas Alva Edison porta a terme la perforació de la pel·lícula com a aportació a la invenció d'Eastman.
- La projecció, en ser durant molt de temps ja utilitzada, no es va poder innovar perquè ja estava completa en la seva gran mesura.
- Anàlisi del moviment. Aquí dins hi hem de considerar aparells com el fenaquistoscopi o fantascopi, el revòlver fotogràfic patentat per Jansen l'any 1874, i el cronofotògraf de Marey al 1890, com a punters de la innovació.
- Síntesi Moviment. El cinetoscopi d'Edison, inventat el 1891, pren especial importància dins aquesta tècnica.

La innovació clau per a la invenció del cinematògraf i per a resoldre els problemes del kinetoscopi fou el disseny d'un procés de moviment intermitent basat en el sistema emprat per una màquina de cosir (excèntrica de Hornblower) el qual consisteix en l'avenç intermitent de la pel·lícula a l'interior de l'aparell.
A partir d'aquesta tècnica excèntrica, s'arrossega una bastida proveïda de dues pestanyes que s'introdueixen en els orificis de la pel·lícula, el número de la qual queda limitat a dos per fotograma (davant els vuit d'Edison). Cada fotograma es desplaça fins a arribar a la finestreta d'exposició, on es manté el temps necessari per a la seva impressió i projecció.
L'èxit comercial del cinematògraf és degut al seu caràcter pràctic, la seva senzillesa i polivalència que donen autonomia al seu usuari. Malgrat això, presenta inicialment alguns inconvenients que de mica en mica es van anar corregint sense afectar en res essencial. La manca de visor, la poca capacitat de gravació, el temps que tardava a canviar-se el carret i el fet que les pestanyes fessin malbé els forats, i que provocava uns vibració desagradable, van ser alguns d'aquests inconvenients.
Lumière es considera com un interventor del cinematògraf. Lumière no va interrompre en el camp de la tècnica ni en el camp de la ciència. El gest innovador de Lumière rau en la pel·lícula, el seu desplaçament perfectament regular i la seva estabilitat. La seva visió va ser donar importància a la pel·lícula sobre el mecanisme d'arrossegament.

### Funcionament
El cinematògraf fou la primera màquina capaç de gravar i projectar pel·lícules a la pantalla gran, gràcies a la incorporació d'una llanterna. D'aquesta manera, l'aparell pntentat pels germans Lumière permetia que les projeccions fossin vistes per molts espectadors simultàniament. El mateix aparell era capaç també de filmar i tirar còpies de pel·lícules. Utilitzava un pel·lícula de 35mm, perforada, de 17 metres de llargada amb la qual permetia fotografiar i projectar a raó de 16 fotogrames per segon. Aquest moviment intermitent és el que permet arrossegar correctament la pel·lícula davant de l'obturador. D'aquesta manera, els nostres ulls retenen el fotograma una centèsima de segons fins a veure el següent. En conseqüència, el nostre cervell pot unir dues fotografies o fotogrames creant la sensació de moviment. Així doncs, el cinematògraf era molt més lent que el dispositiu d'Edison, la qual cosa significava que era menys sorollós a l'hora de projectar i utilitzava menys pel·lícula. L'invent dels Lumière fou molt més petit i lleuger que el quinetògraf (pesava més o menys 5 quilograms) i es feia servir amb una maneta accionada a mà.

### Estètica de la "vista"
El que el cinematògraf proporcionava als seus espectadors era la màgia de veure el que fins al moment només la pintura havia pogut suggerir. Destaca en l'emissió d'efectes reals que la pintura no aportava. L'única manca és el color, però no és considerat un defecte, ja que sovint l'espectador podia imaginar-s'ho d'alguna forma quasi al·lucinatòria.
El què caracteritzava Lumière era tenir la capacitat de captar l'efecte en la seva fugacitat i evanescències. Els efectes de pura lluminositat en el qual no intervé de manera massa marcada per cap cromatisme. Una cosa amb què Louis i Auguste Lumière van sobrepassar a Edison, van ser amb aquestes vistes. Les seqüències gravades pels germans van ser superiors en cada aspecte a les d'Edison.
Una altra característica de les seves seqüències era també la seva diversitat i desigual qualitat, degut al seu afany d'experimentació, però sempre dins d'un marc prudent d'acció. L'obliqüitat, les vistes panoràmiques a partir de l'enquadrament, els relats en cada seqüència i la posada d'escena també són unes de les característiques de les obres de Lumière. Una curiositat de les seqüències dels Lumière va ser la seva similitud a les targetes postals il·lustrades del moment i això comportava una inclinació per allò pintoresc. Segons Godard, les seqüències dels germans buscaven sovint coses extraordinàries dins del més ordinari.

## El cinema
El 1894, el pare de Louis i Auguste, Antoine Lumière, va assistir a l'Exposició de París on es podia observar el cinetoscopi patentat per Thomas Alva Edison. Després de veure'n el funcionament, Antoine Lumière proposà als seus fills la possibilitat de crear un aparell que pogués reciclar l'invent del nord-americà i fer-lo útil per a projeccions públiques. Aquell mateix hivern, els dos germans començaren a treballar i investigar amb l'objectiu de superar les limitacions i problemes del cinetoscopi d'Edison, ja que hi havien detectat dos problemes principals. Per un costat, el pes i mesures de l'aparell, a més del seu cost. Per altra banda, les limitacions del cinetoscopi eren evidents, ja que la seva única opció de veure la pel·lícula era fent-ho individualment. És a dir, només un sol espectador podia fer ús de l'invent.
Encara que els germans van començar a treballar plegats, ben aviat Auguste Lumière preferí fer-se càrrec de la part òptica, treballant estretament amb l'òptic Alfred Molteni, mentre Louis Lumière se centrava a trobar el sistema que pogués sincronitzar el pas de la pel·lícula pel davant de l'objectiu del projector, amb l'ajut tècnic de Charles Moisson.
Finalment, amb un aparell construït per Jules Carpentier, sota les instruccions del mateix Louis Lumière, el cinematògraf fou patentat el 13 de febrer de 1895.
Al llarg de tot aquest any i part dels següents, Louis Lumière, que era dels dos germans qui tenia més aptituds artístiques per a la composició fotogràfica, fou l'encarregat directe de supervisar totes les pel·lícules, mentre el seu germà era el model per a moltes d'aquestes. Després de fer diverses presentacions en societats científiques i fotogràfiques, feren la seva presentació pública, projectant els films Lumière al Saló Indi del Grand Café del carrer dels Caputxins de París, el 28 de desembre de 1895.

### Característiques de les seqüències Lumière
Les primeres pel·lícules dels germans Lumière tenien una duració molt breu, de menys d'un minut, i una gran simplicitat formal: les preses des d'un sol punt de vista servien per despertar l'interès i la fantasia de l'espectador. Escenaris exòtics, gent llunyana, esdeveniments polítics i socials o escenes esportives conformaven una sèrie de petits documentals en moviment que complien una missió semblant a la de la fotografia però d'una forma més espectacular.
Moltes de les pel·lícules dels Lumière, amb la duració d'un rotlle de només 30 segons, mostren tot tipus d'escenes quotidianes, com l'arribada del tren, la sortida de la fàbrica o escenes familiars. D'altres, com “El regador regat”, o “jugadors de cartes”, tenen un petit argument i una narració que es limita també a 30 segons. L'aplicació d'un sentit als productes visuals va suposar una gran innovació de l'època per la qual passava el cinema, ja que fins llavors tot el que s'havia gravat mancava de sentit propi.
Amb tot això, aquestes primeres pel·lícules són extraordinàries. La tècnica era difícil, i la pel·lícula no responia en moltes situacions de llum. Mostren una realitat aparent però a moltes d'elles hi ha més imaginació que en altres obres anteriors.
En elles es pot observar el reflex d'una època amb els seus costums i sentiments.

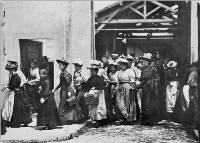
La Sortie de l'usine Lumière à Lyon

### Projeccions
L'any 1895 es portava a terme la primera projecció d'una sèrie de plaques fotogràfiques a la Societat per al Foment de la Indústria Nacional, a França. Aquesta projecció es tracta ni més ni menys que de la famosa seqüència titulada “Sortie d'usine”, on s'observa els treballadors dels Lumière sortint de la fàbrica.
A partir d'aquí, el 28 de desembre de 1895 també va ser una data assenyalada al calendari. Al Grand Café de París es va portar a terme la primera sessió de projecció pública, després d'una sèrie de projeccions privades. Totes les pel·lícules foren rodades entre el febrer de 1895 i l'octubre de 1896 pels germans Lumière. El programa constava de deu pel·lícules de 15 a 20 metres cadascuna, amb una durada total de 20 minuts de projecció. Aquest programa era compost per:
1. La Sortie de l'usine Lumière à Lyon (La sortida dels obrers de la fàbrica) Primera pel·lícula de la història del cinema, projectada a una sala on es pot veure els obrers de la fàbrica Lumière a l'hora de plegar.
2. La Voltige Curtmetratge protagonitzat per un home intentant pujar damunt un cavall. En escena apareixen dos personatges més, un observa i l'altre ensenya al protagonista com pujar. Finalment ho aconsegueix, malgrat que acaba pujant de costat.
3. La Pêche aux poissons rouges En el film apareix Auguste Lumière, que aguanta la seva filla en braços mentre aquesta intenta agafar un peix de colors dins un recipient transparent amb aigua.
4. Le Débarquement du congrès de photographie à Lyon Film que varen rodar el mateix dia que varen fer una presentació del cinematògraf al congrés de fotografia de Lió. Al film apareix l'astrònom i pioner del cinema Jules Janssen parlant engrescadament amb Auguste Lumière.
5. Les Forgerons En aquest cas trobem dos ferrers. El de l'esquerra pica, amb un martell, una peça de ferro sobre una enclusa, mentre que el de la dreta fa girar la manovella d'un aparell. El ferrer de l'esquerra deixa la peça de ferro dins una galleda amb aigua, poc abans que entri en escena un tercer personatge, amb una ampolla de vi, del qual n'hi serveix una copa.
6. L'Arroseur arrosé (El regador regat) Considerada la primera pel·lícula de ficció de la historia on hom pot veure un succés còmic basat en un fet real.
7. Le Repas de bébé (L'esmorzar del bebè) Primer film estrictament familiar on apareix Auguste Lumière donant menjar a la seva filleta Andrée i a la seva dona, asseguts tots tres al jardí de la Ville Lumière.
8. Le Saut à la couvertureEn aquesta pel·lícula observem quatre homes subjectant un mantell, mentre que un altre mira. Un sisè home salta sobre el llençol, sense èxit, fins que aconsegueix fer-ho, executant una tombarella. En l'última intervenció, es queda encallat dins la tela, però els altres quatre homes l'ajuden a sortir.
9. La Place des Cordeliers à LyonAquesta gravació, és senzillament l'observació estàtica de la plaça dels Cordeliers, a Lió. En els quaranta-cinc segons de durada, podem observar les persones que passen, així com carruatges i altres vehicles de tracció animal.
10. La Mer (Baignade en mer): Curtmetratge on s'observen fins a cinc nens que, mitjançant una passarel·la, s'endinsen al mar, per després saltar a l'aigua. Repeteixen el procés, dirigint-se a l'estructura de fusta tan bon punt surten de l'aigua.

Degut a la gran aclamació i a l'èxit tan gran que van tenir amb aquest esdeveniment, al 1896 es va inaugurar amb la projecció diària de les pel·lícules presentades al Grand Café. D'aquesta manera es creu que aquí va ser on va néixer el cinema. El que sí que és segur és que aquí va néixer la consolidació del cinematògraf.
Els germans Lumière rodaren encara uns quants films més al llarg dels següents anys, dels quals cal destacar:
- L'Arrivée d'un train en gare de La Ciotat (Arribada del tren a l'estació) Pel·lícula de cinquanta segons rodada a La Ciutat, a França. Aquesta mostra l'entrada d'un tren de vapor a l'estació.
- La vie de Christ (1898)

## Fotografia

### Fotorama
El 29 de desembre de 1900, Louis Lumière patenta el fotorama. Aquest mètode fotogràfic panoràmic serveix per la reproducció completa del horitzó, o de 360 graus en un mateix rodet fotogràfic. La projecció integral d'aquesta imatge es visualitza en una pantalla cilíndrica.
L'èxit de la projecció té a veure amb què Louis Lumière apliqués al seu aparell certs principis de l'obturació del cinematògraf. En lloc dels sistemes fixos experimentats fins llavors, va utilitzar d'aquesta forma un mecanisme mòbil: la projecció uniforme del conjunt de la fotografia enrotllada en cilindre és obtinguda per la rotació contínua a 180 rev/m (3 revolucions per segon) d'un plat suportant 12 objectius, assegurant-ne l'ampliació, col·locats a la perifèria de la pel·lícula, que resta immòbil.
Cada porció d'imatge és així considerada com un fotograma virtual i cada ampliació d'aquesta porció d'imatge és renovada cada vegada que un objectiu hi passa davant: la captació de la retina barreja el conjunt d'aquestes porcions d'imatges projectades sobre la pantalla circular en una sola imatge continua. D'aquesta manera, no s'han donat aberracions degudes a la utilització d'objectius fixos ampliant a cadascun una porció sempre idèntica de la pel·lícula, la mateixa que sobre la pantalla donava el mateix acabat que si fossin projectades individualment moltes imatges juxtaposades i inoportunament unides.

### Autochromes
Louis Lumière pare de la placa fotogràfica i de la invenció del cinematògraf, a finals del 1903 amb el seu germà Auguste patenten un nou procediment per a l'obtenció de fotografies en color: Autochrome.
Simplificant el complex procediment de la tricromia atenent a tres captures successives i després superposades, l'Autochrome utilitza per a filtrar la llum, una sola pantalla tricròmica composta de milions de grans de fècula de patata entintada en tres colors. Aquesta barreja s'estén sobre una placa de vidre envernissada, i llavors es recoberta d'una emulsió de negre i blanc. La placa, així, està llesta per al seu desenvolupament, idèntic al procediment de negre i blanc de l'època, sense la necessitat d'una inversió en positiu de la impressió de la imatge negativa. Al final, es percep d'aquesta manera,a través de l'emulsió els grans de fècula, els colors corresponents a cada subjecte.
El sistema obligava a realitzar tres fotografies consecutives, en comptes d'una de sola, per a cada única imatge escollida. Cada presa es guardava en una placa preparada a propòsit per capturar un dels tres colors bàsics. Una cop obtingudes les plaques blava, groga i vermella, calia revelar-les totes alhora. Al resultat final, en combinar-se els tons en una sola placa, hi apareixia en color.
Després de la patent, Louis Lumière va prosseguir amb les seves investigacions amb la finalitat de posar el punt final al complex procés de fabricació industrial de plaques. Després d'uns anys, la comercialització de l'autochrome va començar l'any 1907.
L'autochrome va ser un èxit immediat, que va restar sense competència real durant un període de trenta anys, fins que van arribar els processos químics per substituir el la tècnica que havien enginyat els Lumière.